# Rio das Balsas (vattendrag i Brasilien, Maranhão)
Rio das Balsas är ett vattendrag i Brasilien.   Det ligger i delstaten Maranhão, i den östra delen av landet, 1 000 km norr om huvudstaden Brasília.
Omgivningen kring Rio das Balsas är huvudsakligen savann. Området är mycket glesbefolkat, med 2 invånare per kvadratkilometer.